# Camp militaire Kitona
Le Camp militaire de Kitona est une importante installation militaire située dans la province du Kongo-Central, en république démocratique du Congo (RDC). Cet immense complexe, historiquement stratégique, est à la fois une base militaire et une installation d'entraînement, jouant un rôle central dans la défense et la formation des forces armées congolaises (FARDC).

## Histoire
Le camp militaire de Kitona a été établi durant l'époque coloniale belge, lorsqu'il servait de base stratégique pour l'armée coloniale. Grâce à sa position géographique, il a joué un rôle clé dans la gestion des opérations militaires et la défense du territoire. Après l'indépendance du Congo en 1960, le camp a été intégré dans les infrastructures des nouvelles forces armées nationales et a continué de jouer un rôle central dans les affaires militaires du pays.
Le camp a été particulièrement notable lors de la Première guerre du Congo (1996-1997) et de la Deuxième guerre du Congo (1998-2003). Pendant ces conflits, Kitona a été utilisé comme une base stratégique majeure, notamment par des forces étrangères soutenant différents belligérants.

## Localisation et caractéristiques
Le camp de Kitona est situé près de la côte atlantique, dans une zone stratégique proche de la frontière avec l'Angola. Cette proximité géographique a contribué à son importance historique en tant que point de transit et de défense.
Le complexe comprend :
- Des infrastructures pour l'entraînement militaire, y compris des champs de tir et des zones d'entraînement tactique.
- Des logements pour les soldats et leurs familles.
- Une piste d'atterrissage et un aérodrome pour les opérations aériennes militaires.

L'étendue et l'isolement du camp en font un site idéal pour des activités militaires de grande envergure.

## Rôle actuel
Aujourd'hui, le camp militaire de Kitona est principalement utilisé pour la formation des nouvelles recrues et pour des exercices militaires de grande échelle. Il accueille également des programmes de coopération militaire avec d'autres pays et des organisations internationales, dans le cadre des efforts pour moderniser les FARDC,.
Le camp sert aussi comme site de déploiement pour des opérations militaires dans les régions voisines et pour répondre aux menaces à la sécurité nationale.

## Projets de modernisation
Ces dernières années, le gouvernement congolais, en collaboration avec des partenaires internationaux, a entrepris des efforts pour réhabiliter et moderniser les infrastructures de Kitona. Ces projets visent à améliorer les capacités opérationnelles du camp et à renforcer la discipline et l'efficacité des forces armées congolaises.

## Importance stratégique
Le camp militaire de Kitona demeure un symbole de l'histoire militaire de la RDC et un pilier des capacités de défense nationales. Sa position géographique et ses infrastructures en font un atout clé dans la sécurisation du territoire et dans la formation des forces armées congolaises pour répondre aux défis contemporains.